# ميكي هاتشر
ميكي هاتشر (بالإنجليزية: Mickey Hatcher)‏ هو لاعب كرة قاعدة أمريكي، ولد في 15 مارس 1955 في كليفلاند في الولايات المتحدة.

## وصلات خارجية
- ميكي هاتشر على موقع دوري كرة القاعدة الرئيسي (الإنجليزية)
- ميكي هاتشر على موقعبيزبول رفرنس.كوم (الدوري الرئيسي) (الإنجليزية)
- ميكي هاتشر على موقعبيزبول رفرنس.كوم (الدوري الثانوي) (الإنجليزية)
- ميكي هاتشر على موقع إي إس بي إن.كوم (أم.أل.بي) (الإنجليزية)
- ميكي هاتشر على موقع مشجعي الرسوم البيانية (الإنجليزية)